# Chi Mạch môn
Chi Mạch môn hay chi Duyên giai thảo (danh pháp khoa học: Ophiopogon, đồng nghĩa: Chloopsis Blume; Flueggea Richard (1807), Mondo Adanson; Slateria Desvaux.) là một chi chứa khoảng 65-72 loài cây thân thảo sống lâu năm, trong đó khoảng 38 loài đặc hữu của Trung Quốc, thuộc họ Măng tây (Asparagaceae), trước đây được phân loại trong họ Loa kèn (Liliaceae). Các loài trong chi này có nguồn gốc từ khu vực ôn đới ấm tới nhiệt đới thuộc miền đông, đông nam và nam châu Á. Tên gọi khoa học của chi này có nguồn gốc từ tiếng Hy Lạp ophis, "rắn" và pogon, "râu", có lẽ là để chỉ tới lá của chúng.
Chúng mọc lên từ các thân rễ ngắn và mang một chùm lá, từ đó các hoa xuất hiện thành dạng cành hoa trên các đoạn thân ngắn phía trên các lá.

## Các loài
- Ophiopogon aceobracteatus
- Ophiopogon alatus: Xà bì cánh
- Ophiopogon albimarginatus
- Ophiopogon amblyphyllus
- Ophiopogon angustifoliatus
- Ophiopogon bockianus: Diên giai thảo nhị dính, xà thảo Bắc Kạn.
  - Ophiopogon bockianus var. angustifoliatus
- Ophiopogon bodinieri
  - Ophiopogon bodinieri var. pygmaeus
- Ophiopogon brevipes
- Ophiopogon caulescens: Xà bì đứng
  - Ophiopogon caulescens var. prolifer
- Ophiopogon chingii: Cao cẳng lá nhỏ.
  - Ophiopogon chingii var. glaucifolius
- Ophiopogon clarkei
- Ophiopogon clavatus
- Ophiopogon confertifolius
- Ophiopogon cordylinoides
- Ophiopogon corifolius
- Ophiopogon dracaenoides: Cao cẳng lá mác, bì xà nằm.
- Ophiopogon erectus
- Ophiopogon filipes
- Ophiopogon fooningensis
- Ophiopogon fruticulosus
- Ophiopogon grandis
- Ophiopogon griffithii
- Ophiopogon hayatae: Cao cẳng lá dẹt.
- Ophiopogon heterandrus
- Ophiopogon hongjiangensis
- Ophiopogon humilis: Xà thảo nhỏ.
- Ophiopogon indicus
- Ophiopogon intermedius: Xà thảo vừa, mạch môn kiểng.
- Ophiopogon jaburan
- Ophiopogon japonicus: Mạch môn đông, xà thảo Nhật, long phát.
- Ophiopogon jiangchengensis
- Ophiopogon kradungensis
- Ophiopogon latifolius: Cao cẳng lá rộng, xà thảo lá rộng.
- Ophiopogon leptophyllus
- Ophiopogon longifolius: Xà thảo lá dài.
  - Ophiopogon longifolius f. albostriatus
- Ophiopogon lushuiensis
- Ophiopogon mairei
- Ophiopogon malcolmsonii
- Ophiopogon marmoratus: Mĩ diệp diên giai thảo.
- Ophiopogon megalanthus
- Ophiopogon menglianensis
- Ophiopogon micranthus
- Ophiopogon motouensis
- Ophiopogon multiflorus
- Ophiopogon ogisui
- Ophiopogon paniculatus
- Ophiopogon patulus
- Ophiopogon peliosanthoides: Bì xà.
- Ophiopogon petraeus
- Ophiopogon pierrei: Xà thảo pierre.
- Ophiopogon pingbienensis
- Ophiopogon planiscapus
  - Ophiopogon planiscapus var. leucanthus
- Ophiopogon platyphyllus
  - Ophiopogon platyphyllus var. hayatae
- Ophiopogon pseudotonkinensis
- Ophiopogon regnieri: Bì xà regnier.
- Ophiopogon reptans: Cao cẳng, xà thảo bò.
- Ophiopogon reversus
- Ophiopogon revolutus
- Ophiopogon rupestris
- Ophiopogon sar-garhwalensis
- Ophiopogon sarmentosus
- Ophiopogon siamensis
- Ophiopogon sinensis
- Ophiopogon sparsiflorus
- Ophiopogon stenophyllus: Cao cẳng to.
- Ophiopogon subverticillatus: Xà thảo luân sinh.
- Ophiopogon sylvicola
- Ophiopogon szechuanensis
- Ophiopogon tienensis
- Ophiopogon tonkinensis: Xà bì bắc bộ, diên giai thảo nhiều hoa.
- Ophiopogon tristylatus
- Ophiopogon tsaii
- Ophiopogon umbraticola
- Ophiopogon vietnamensis
- Ophiopogon xylorrhizus
- Ophiopogon yangshuoensis
- Ophiopogon yunnanensis
- Ophiopogon zingiberaceus

## Trồng và sử dụng
Một số loài như Ophiopogon japonicus và Ophiopogon planiscapus được sử dụng như là loại cây che phủ mặt đất.
Trong y học cổ truyền Trung Hoa thân củ của Ophiopogon japonicus, gọi là mạch môn đông, được dùng làm thuốc bổ âm.